# Marian Żenkiewicz
Marian Żenkiewicz (ur. 17 marca 1945 w Toruniu) – polski inżynier i polityk, specjalista z zakresu inżynierii materiałowej, profesor nauk technicznych, prorektor Uniwersytetu Kazimierza Wielkiego w Bydgoszczy, poseł na Sejm X, I i II kadencji, senator IV i V kadencji, poseł do Parlamentu Europejskiego V kadencji.

## Życiorys
W 1965 ukończył Liceum Ogólnokształcące w Żninie. W 1971 ukończył studia na Wydziale Elektrycznym Politechniki Gdańskiej, a w 1977 studia na Wydziale Matematyki, Fizyki i Chemii Uniwersytetu Mikołaja Kopernika w Toruniu. W tym samym roku uzyskał na Politechnice Gdańskiej stopień doktora nauk technicznych. Pracował naukowo na Politechnice Gdańskiej w latach 1971–1972, następnie był głównym energetykiem w Zakładach Włókien Sztucznych „Elana” w Toruniu. Od 1976 był związany z Ośrodkiem Badawczo-Rozwojowym Maszyn i Urządzeń Chemicznych „Metalchem” w Toruniu, pracował na stanowiskach kierownika wydziału, zastępcy dyrektora ds. badawczo-wdrożeniowych, a w latach 1981–1990 dyrektora. Przewodniczył również radzie naukowej tego ośrodka, w tym także po przekształceniu go w Instytut Przetwórstwa Tworzyw Sztucznych „Metalchem”. W 1983 ukończył Podyplomowe Studium Organizacji i Zarządzania na Uniwersytecie Gdańskim. Odbył staże w zakładach Neckarwerke w Stuttgarcie i Rexroth we Frankfurcie nad Menem. W 1990 habilitował się na Politechnice Śląskiej na podstawie rozprawy pt. Modyfikacja adhezyjnych właściwości warstwy wierzchniej folii polietylenowej metodą wyładowań niezupełnych.
W 1992 został mianowany profesorem nadzwyczajnym w Zakładzie Technologii i Materiałoznawstwa Wyższej Szkoły Pedagogicznej w Bydgoszczy. W 2002 otrzymał tytuł profesora nauk technicznych, po czym został profesorem zwyczajnym Akademii Bydgoskiej im. Kazimierza Wielkiego. Od 2005 pełnił funkcję prorektora Uniwersytetu im. Kazimierza Wielkiego ds. nauki i współpracy z zagranicą.
W pracy naukowej specjalizuje się w przetwórstwie polimerów. Ogłosił ponad 200 publikacji (w tym 5 książek), jest autorem lub współautorem 16 patentów (m.in. Sposób aktywowania powierzchni folii tworzywowej i urządzenie do aktywowania folii tworzywowej i Binarny układ sterowania procesami przemysłowymi). Członek Polymer Processing Society, Stowarzyszenia Inżynierów i Techników Mechaników Polskich, Stowarzyszenia Elektryków Polskich, Towarzystwa Naukowego Organizacji i Kierownictwa.
W 1989 wstąpił do Polskiej Zjednoczonej Partii Robotniczej, był członkiem komisji ekonomicznej komitetu wojewódzkiego partii w Toruniu. Pełnił mandat radnego Wojewódzkiej Rady Narodowej. Po rozwiązaniu PZPR wchodził w skład władz lokalnych Sojuszu Lewicy Demokratycznej, m.in. przewodniczył radzie powiatowej w Toruniu. W latach 1989–1997 zasiadał w Sejmie X, I i II kadencji, następnie w latach 1997–2005 w Senacie IV i V kadencji, gdzie reprezentował województwo i okręg toruński. W trakcie V kadencji przewodniczył Komisji Nauki, Edukacji i Sportu. W 2005 nie ubiegał się o reelekcję. Z ramienia Senatu był również obserwatorem w Parlamencie Europejskim, a od maja do lipca 2004 wykonywał mandat posła w Parlamencie Europejskim V kadencji. W 1993 był jednym z dwóch posłów KP SLD, którzy głosowali za wprowadzeniem ustawy antyaborcyjnej.
Był akademickim mistrzem Polski w biegach długich, w latach 90. mistrzem Polski weteranów. Pełnił funkcję wiceprezesa Polskiego Związku Weteranów Lekkiej Atletyki. Żonaty z Wiesławą, ma dwie córki Małgorzatę i Katarzynę.

## Odznaczenia
- Krzyż Oficerski Orderu Odrodzenia Polski (2005)[3]
- Złoty Krzyż Zasługi (1984)
- Medal 40-lecia Polski Ludowej (1985)